# New Amerykah Part One (4th World War)
New Amerykah Part One (4th World War) je peti studijski album kojeg je izdala američka neo soul / R&B / funk pjevačica Erykah Badu. Album je dobio pozitivne kritike, posebno zbog uspješne mješavine različitih glazbenih žanrova.
Za razliku od njezinih prijašnjih albuma, Erykah je na ovom albumu više eksperimentirala tako da je njezina glazba na ovom albumu više "digitalnija" nego na prijašnjima. Unatoč tome, album je bio proglašen jednim od najboljih albuma 2008. godine zbog uspješne kombinacije različitih žanrova i snažnih tekstova pjesama. 
4th World War je prvi dio albuma i trebao bi ga slijediti drugi dio, New Amerykah Part Two (The Return of the Ankh). Službeni datum izdavanja albuma još nije poznat iako se predviđa da bi trebao izaći pri kraju 2009. godine. Erykah je izjavila da bi drugi dio albuma trebao biti više emotivan te da će se tim albumom vratiti staroj školi. 

## Popis pjesama
1. "Amerykahn Promise" (E. Badu, W. Allen, R. Ayers, E. Birdsong) – 4:16
2. "The Healer/Hip-Hop" (E. Badu, O. Jackson Jr., D. Vangerde) – 3:59
3. "Me" (E. Badu, S. Husayn) – 5:36
4. "My People" (E. Badu, O. Jackson Jr., L. Caston, A. Posee) – 3:25
5. "Soldier" (E. Badu, K. Riggins, T. Barlage, W. Ennes, H. Waterman, G. Willemse) – 5:04
6. "The Cell" (E. Badu, S. Husayn) – 4:21
7. "Twinkle" (E. Badu, S. Husayn, Omar Rodriguez Lopez, T. Arnold) – 6:57
8. "Master Teacher"  (E. Badu, G. A. Muldrow, S. Husayn, C. Mayfield) – 6:48
9. "That Hump" (E. Badu, O. Keith) – 5:25
10. "Telephone" (E. Badu, A. Thompson, J. Poyser, F. Baskett, C. McDonald, D. Shields) – 7:48
11. "Honey" (E. Badu, P. Douthit) – 5:21

- Pjesma "Honey" se službeno ne navodi kao pjesma s albuma nego kao skrivena pjesma.

## Vanjske poveznice
- New Amerykah Part One (4th World War) - Discogs